# Gun-il
具建逸（： Koo Keun-Il；1998年7月24日—），韓國男歌手、詞曲作家，為JYP娛樂旗下樂團Xdinary Heroes成員，在隊內擔任鼓手、隊長。

## 生涯

### 出道前
建逸於13歲時隨家人移民至美國，15歲時開始學習打鼓。並於2017年正式進入波士頓伯克利音樂學院就讀。
入社契機是在2019年9月，師兄DAY6恰巧在波士頓舉行演唱會，公司的工作人員臨時邀請他前往飯店進行徵選，成功通過後於2020年1月20日進入JYP娛樂成為練習生。

### 出道後:
2021年12月6日公開首張單曲《Happy Death Day》正式出道。

## 音樂作品
所屬團體之共同作品，請參閱Xdinary Heroes#音樂作品。

## 影視作品

### 廣播節目
| 年份   | 播出日期 | 電台     | 節目名稱             | 共同參與成員 | 備註 |
| ------ | -------- | -------- | -------------------- | ------------ | ---- |
| 2022年 | 8月6日   | MBC FM4U | 《GOT7榮宰的好朋友》 | Jungsu       |      |

## 外部連結
Xdinary Heroes
- Xdinary Heroes官方網站
- 官方粉絲俱樂部Fan's
- Xdinary Heroes的X（前Twitter）
- Xdinary Heroes的Instagram帳戶
- YouTube上的Xdinary Heores頻道
- Xdinary Heroes的Tik Tok帳戶 （页面存档备份，存于）
- Xdinary Heores的Facebook專頁
- Xdinary Heroes的VLIVE頻道 （页面存档备份，存于）